# Parafia Wniebowzięcia Najświętszej Maryi Panny w Krotoszycach
Parafia Wniebowzięcia Najświętszej Maryi Panny w Krotoszycach znajduje się w dekanacie Legnica Zachód w diecezji Legnickiej.
Jej proboszczem jest ks. Andrzej Burdziak. Mieści się pod numerem 49 w Krotoszycach.